# Argiocnemis
Argiocnemis is een geslacht van libellen (Odonata) uit de familie van de waterjuffers (Coenagrionidae).

## Soorten
Argiocnemis omvat 3 soorten:
- Argiocnemis ensifera Lieftinck, 1932
- Argiocnemis rubescens Selys, 1877
- Argiocnemis solitaria (Selys, 1872)